# Vladimir Komarov
Vladimir Mikhajlovitj Komarov (Владимир Михайлович Комаров, født 16. marts 1927, død 24. april 1967) var en sovjetisk kosmonaut. Han var det første menneske, der gennemførte to rummissioner. Han var også den første, der omkom under en rummission, da Sojuz 1 efter tilbagekomst til Jorden mislykkede sin landing. 

## Karriere
- Kosmonaut 1960
- Rumflyvninger
  - Voskhod 1
  - Sojuz 1
  - Samlet tid i rummet:
- Backup
  - Vostok 4
- Ophør som kosmonaut 24. april 1967.

Komarov var chefpilot på Voskhod 1, den første flermandsbesætning i rummet. På sin anden rumflyvining, i Sojuz 1, omkom han, da faldskærmen fejlede under landingen. Rumflyvningen havde været ramt af mange problemer. Umiddelbart før nedstyrtningen sagde den sovjetiske premierminister Kosygin at landet var stolt af ham. En amerikansk lyttepost i Istanbul noterede at svaret var uforståeligt. 
Komarov blev tildelt Sovjetunionens Helt og Lenin-ordenen. Begge blev tildelt to gange.
Komarov var gift med Valentina Jakovlevna Kiseljova og havde to børn, Jevgenij and Irina.
En asteroide, 1836 Komarov, fundet i 1971 er opkaldt efter ham.
| Rumfart | Spire Denne artikel om rumfart er en spire som bør udbygges. Du er velkommen til at hjælpe Wikipedia ved at udvide den. |

1. ↑  Navnet er anført på engelsk og stammer fra Wikidata hvor navnet endnu ikke findes på dansk.